# Joan Carles Bivià Muñoz
Joan Carles Bivià Muñoz (Alginet, Ribera Alta, 23 de juny de 1985) és un jugador professional de bàsquet valencià que milita actualment al CB Almansa de la liga LEB Or. Amb una alçada d'1,85 metres, la seva posició natural a la pista és la de base.

## Biografia
Es va formar com a jugador en diferents clubs del País Valencià com el CB Alginet, el València BC o el Club Bàsquet Llíria. La temporada 2007/08 fitxà pel CB Inca de la LEB Or, i des de llavors va jugar en diferents clubs de les Illes Balears.
La temporada 2011/12 es produeix la seva explosió com a jugador del Logitravel Mallorca de la LEB Or, finalitzant la lliga regular com a millor passador de la competició i sent nomenat en dues ocasions com a MVP de la setmana.
El setembre de 2014 signà un contracte amb La Bruixa d'Or Manresa per jugar amb l'equip a l'ACB la temporada 2014-2015.
Al juliol de 2020, es confirma el seu fitxatge pel CB Almansa de la Lliga LEB Or per disputar la temporada 2020-21.

## Trajectòria esportiva
- 2001/02. Júnior. CB Alginet
- 2002/03. Júnior. València B.C.
- 2003/04. EBAA. CB Jovens Almassera
- 2004/05. LEB 2. Amics del Bàsquet
- 2005/07. EBA. València B.C.
- 2006/07. LEB 2. Club Bàsquet Llíria
- 2007/08. LEB Or. Club Bàsquet Inca
- 2008/10. LEB Or. Bàsquet Mallorca
- 2010/11. LEB Plata. Iberostar Mallorca Bàsquet
- 2011/12. LEB Or. Logitravel Mallorca Bàsquet
- 2012/13. ACB. CB Canarias
- 2013/14. ACB. Iberostar Tenerife
- 2014/. ACB. Bàsquet Manresa
- 2014/15. ACB. Bàsquet Club Andorra
- 2015. LPBV. Toros de Aragua
- 2015/16. Basketligaen. Bakken Bears
- 2016/20 LEB Oro. B the travel brand Mallorca Palma
- 2020/ LEB Oro. CB Almansa